# Варица
Варица (укр. Варица) — правый приток Вары, протекающий по Новгород-Северскому району (Черниговская область, Украина).

## География
Длина — 4,8 км.
Русло слабо-извилистое. Пойма занята очагами заболоченных участков с тростниковой растительностью, лесов.
Река берёт начало восточнее села Молчанов. Река течёт на северо-запад. Впадает в пруд на реке Вара на северо-восточной окраине села Буда-Воробьёвская.
Населённые пункты на реке: Молчанов.